# Dauerbrause
Dauerbrause ist eine medizinische Anwendung der Naturheilkunde zur Förderung der Ausscheidung über die Haut. Sie wird mit etwa körperwarmem Wasser über einen längeren Zeitraum (bis zu einer Stunde, nach ärztlicher Verordnung auch länger) angewendet.
Es gibt zwei Anwendungsformen:
1. unter einem beweglichen Duschkopf, der sich vom liegenden Patienten über seinem Körper zwischen Hals und Füßen hin- und herbewegen lässt oder
2. innerhalb einer Haube, die den liegenden Körper ganz umhüllt und mit mehreren fest stehenden Wasserstrahl-Düsen bestückt ist.

Dauerbrause wird von dafür eingerichteten Kurhäusern angeboten.